# Santo Expedito do Sul
Santo Expedito do Sul là một đô thị thuộc bang Rio Grande do Sul, Brasil. Đô thị này có diện tích 125,735 km², dân số năm 2007 là 2614 người, mật độ 20,79 người/km².